# Copa del Emperador 2004
La 84.ª Copa del Emperador (第84回天皇杯全日本サッカー選手権大会 Dai 84-kai Tennōhai Zennihon Sakkā Senshuken Taikai?) fue la edición 2004 de dicha competición de fútbol, la más antigua de Japón. El torneo comenzó el 17 de septiembre de 2004 y terminó el 1 de enero de 2005.
El campeón fue Tokyo Verdy 1969, tras vencer en la final a Júbilo Iwata. De esta manera, el conjunto de la capital nacional volvió a dar la vuelta olímpica luego de ocho años. Por lo mismo, disputó la Supercopa de Japón 2005 ante Yokohama F. Marinos, ganador de la J. League Division 1 2004, y clasificó a la Liga de Campeones de la AFC 2006.

## Desarrollo
Fue disputada por 80 equipos, y Tokyo Verdy 1969 ganó el campeonato.

## Calendario
| Etapa            | Fechas                       | Número de equipos participantes | Observaciones |
| ---------------- | ---------------------------- | ------------------------------- | --- |
| Primera ronda    | 23 de septiembre de 2004     | 24 → 12                         | - 24: ganadores de copas prefecturales |
| Segunda ronda    | 26 de septiembre de 2004     | 40 (3+2+23+12) → 20             | - 3: clubes cabezas de serie de la JFL - 2: universidades - 23: ganadores de copas prefecturales no participantes en la fase anterior - 12: vencedores de la Primera ronda |
| Tercera ronda    | 10 de octubre de 2004        | 32 (12+20) → 16                 | - 12: clubes de la J2 - 20: ganadores de la Segunda ronda |
| Cuarta ronda     | 13 y 14 de noviembre de 2004 | 32 (16+16) → 16                 | - 16: clubes de la J1 - 16: ganadores de la Tercera ronda |
| Quinta ronda     | 12 (15) de diciembre de 2004 | 16 → 8                          | - Participación de los ganadores de la Cuarta ronda |
| Cuartos de final | 19 de diciembre de 2004      | 8 → 4                           | - Participación de los ganadores de la quinta ronda |
| Semifinales      | 25 de diciembre de 2004      | 4 → 2                           | - Participación de los ganadores de los cuartos de final |
| Final            | 1 de enero de 2005           | 2 → 1                           | - Participación de los ganadores de las semifinales |

1. ↑  Sólo para los partidos de los equipos finalistas de la J. League Division 1 2004 (Yokohama F. Marinos y Urawa Red Diamonds).

## Equipos participantes

### J. League Division 1
- Kashima Antlers
- Urawa Red Diamonds
- JEF United Ichihara
- Kashiwa Reysol
- F.C. Tokyo
- Tokyo Verdy 1969
- Yokohama F. Marinos
- Albirex Niigata
- Shimizu S-Pulse
- Júbilo Iwata
- Nagoya Grampus Eight
- Gamba Osaka
- Cerezo Osaka
- Vissel Kobe
- Sanfrecce Hiroshima
- Oita Trinita

### J. League Division 2
- Consadole Sapporo
- Vegalta Sendai
- Omiya Ardija
- Montedio Yamagata
- Mito HollyHock
- Kawasaki Frontale
- Yokohama F.C.
- Shonan Bellmare
- Ventforet Kofu
- Kyoto Purple Sanga
- Avispa Fukuoka
- Sagan Tosu

### Japan Football League
- Tokushima Vortis
- Honda F.C.
- Thespa Kusatsu

### Universidades
- Universidad Komazawa
- Universidad Momoyama Gakuin

### Representantes de las prefecturas
- Universidad Chukyo
- TDK
- Universidad de Hachinohe
- JEF United Ichihara Amateur
- Ehime F.C.
- Escuela Secundaria de Maruoka
- Universidad de Fukuoka
- Escuela Secundaria de Yumoto
- Escuela Secundaria de Chūkyō
- Gunma FC Horikoshi
- Universidad de Economía de Hiroshima
- Universidad de Sapporo
- Central Kobe
- Universidad Ryūtsū Keizai
- Matto F.C.
- Universidad Fuji
- Escuela Secundaria Takamatsu Kita
- Instituto Nacional de Fitness y Deportes en Kanoya
- Universidad de Tokai
- Sagawa Printing S.C.
- Universidad de Kōchi
- Alouette Kumamoto
- Universidad de Yokkaichi
- Sony Sendai
- Honda Lock
- Nagano Elsa
- MHI Nagasaki
- Universidad de Tenri
- JAPAN Soccer College
- Oita Trinita sub-18
- Mitsubishi Motors Mizushima
- F.C. Ryukyu
- Universidad Hannan
- Universidad de Saga
- Honda Luminozo Sayama
- Renaiss Gakuen Koka
- F.C. Central Chugoku
- Shizuoka F.C.
- Tochigi S.C.
- Sagawa Express Tokyo S.C.
- Sanyo Electric Tokushima
- S.C. Tottori
- ALO's Hokuriku
- Kihoku Shūkyū-dan
- Escuela Secundaria Haguro
- Yamaguchi Teachers Team
- Escuela Secundaria Teikyō Daisan

## Resultados

### Primera ronda
| Equipo 1                             | Resultado | Equipo 2                         |
| ------------------------------------ | --------- | -------------------------------- |
| F.C. Ryukyu                          | 3–0       | Yamaguchi Teachers Team          |
| JAPAN Soccer College                 | 1–0       | Escuela Secundaria de Chūkyō     |
| Alouette Kumamoto                    | 5–2       | MHI Nagasaki                     |
| Universidad de Kōchi                 | 2–1       | Universidad Hannan               |
| S.C. Tottori                         | 3–2       | TDK                              |
| Oita Trinita sub-18                  | 1–0       | Universidad Fuji                 |
| Honda Lock                           | 4–1       | Escuela Secundaria Teikyō Daisan |
| Sony Sendai                          | 6–1       | Escuela Secundaria de Maruoka    |
| Universidad de Saga                  | 2–0       | Escuela Secundaria Haguro        |
| Universidad de Hachinohe             | 3–1       | Central Kobe                     |
| Mitsubishi Motors Mizushima          | 3–2       | Renaiss Gakuen Koka              |
| Universidad de Economía de Hiroshima | 4–0       | Sanyo Electric Tokushima         |

### Segunda ronda
| Equipo 1                    | Resultado          | Equipo 2                                           |
| --------------------------- | ------------------ | -------------------------------------------------- |
| F.C. Ryukyu                 | 1–0                | Universidad de Fukuoka                             |
| Thespa Kusatsu              | 6–0                | Matto F.C.                                         |
| Universidad Momoyama Gakuin | 2–0                | Instituto Nacional de Fitness y Deportes en Kanoya |
| JAPAN Soccer College        | 0–0 (t.s.) (4–2 p) | JEF United Ichihara Amateur                        |
| Honda F.C.                  | 3–2                | Universidad de Sapporo                             |
| F.C. Central Chugoku        | 1–1 (t.s.) (5–4 p) | Shizuoka F.C.                                      |
| Alouette Kumamoto           | 2–0                | Escuela Secundaria Takamatsu Kita                  |
| Ehime F.C.                  | 3–0                | Universidad de Kōchi                               |
| Tochigi S.C.                | 1–0                | S.C. Tottori                                       |
| Oita Trinita sub-18         | 2–1                | Kihoku Shūkyū-dan                                  |
| Honda Lock                  | 4–1                | Nagano Elsa                                        |
| Sony Sendai                 | 5–0                | Escuela Secundaria de Yumoto                       |
| Sagawa Express Tokyo S.C.   | 2–0                | Universidad Ryūtsū Keizai                          |
| Universidad Chukyo          | 2–1                | Universidad Komazawa                               |
| Gunma FC Horikoshi          | 2–1                | Honda Luminozo Sayama                              |
| Universidad de Tokai        | 3–2                | Otsuka Pharmaceutical                              |
| Universidad de Tenri        | 3–1                | Universidad de Saga                                |
| Universidad de Hachinohe    | 8–3                | Universidad de Yokkaichi                           |
| Sagawa Printing S.C.        | 2–1                | Mitsubishi Motors Mizushima                        |
| ALO's Hokuriku              | 2–0                | Universidad de Economía de Hiroshima               |

### Tercera ronda
| Equipo 1                  | Resultado  | Equipo 2                    |
| ------------------------- | ---------- | --------------------------- |
| Montedio Yamagata         | 3–2 (t.s.) | F.C. Ryukyu                 |
| Thespa Kusatsu            | 1–0        | Universidad Momoyama Gakuin |
| Kyoto Purple Sanga        | 11–2       | JAPAN Soccer College        |
| Honda F.C.                | 8–0        | F.C. Central Chugoku        |
| Mito HollyHock            | 4–0        | Alouette Kumamoto           |
| Kawasaki Frontale         | 4–0        | Ehime F.C.                  |
| Sagan Tosu                | 2–0        | Tochigi S.C.                |
| Yokohama F.C.             | 4–0        | Oita Trinita sub-18         |
| Consadole Sapporo         | 2–1 (t.s.) | Honda Lock                  |
| Ventforet Kofu            | 1–0        | Sony Sendai                 |
| Sagawa Express Tokyo S.C. | 3–2        | Universidad Chukyo          |
| Gunma FC Horikoshi        | 2–1        | Universidad de Tokai        |
| Avispa Fukuoka            | 9–1        | Universidad de Tenri        |
| Shonan Bellmare           | 1–0        | Universidad de Hachinohe    |
| Vegalta Sendai            | 2–0        | Sagawa Printing S.C.        |
| Omiya Ardija              | 2–1        | ALO's Hokuriku              |

### Cuarta ronda
| Equipo 1             | Resultado  | Equipo 2                  |
| -------------------- | ---------- | ------------------------- |
| Yokohama F. Marinos  | 2–1        | Montedio Yamagata         |
| Thespa Kusatsu       | 2–1        | Cerezo Osaka              |
| Tokyo Verdy 1969     | 2–1        | Kyoto Purple Sanga        |
| Nagoya Grampus Eight | 3–0        | Honda F.C.                |
| Kashima Antlers      | 1–0        | Mito HollyHock            |
| Kawasaki Frontale    | 3–2        | Vissel Kobe               |
| Gamba Osaka          | 3–1        | Sagan Tosu                |
| Yokohama F.C.        | 1–0        | Sanfrecce Hiroshima       |
| Consadole Sapporo    | 2–1 (t.s.) | JEF United Ichihara       |
| Oita Trinita         | 2–1        | Ventforet Kofu            |
| Júbilo Iwata         | 3–2        | Sagawa Express Tokyo S.C. |
| Gunma FC Horikoshi   | 1–0        | Kashiwa Reysol            |
| Urawa Red Diamonds   | 3–1        | Avispa Fukuoka            |
| Shonan Bellmare      | 3–2        | Albirex Niigata           |
| F.C. Tokyo           | 1–0        | Vegalta Sendai            |
| Omiya Ardija         | 1–0        | Shimizu S-Pulse           |

### Quinta ronda
| Equipo 1            | Resultado  | Equipo 2             |
| ------------------- | ---------- | -------------------- |
| Yokohama F. Marinos | 1–2 (t.s.) | Thespa Kusatsu       |
| Tokyo Verdy 1969    | 2–1        | Nagoya Grampus Eight |
| Kashima Antlers     | 3–2 (t.s.) | Kawasaki Frontale    |
| Gamba Osaka         | 5–0        | Yokohama F.C.        |
| Consadole Sapporo   | 1–0        | Oita Trinita         |
| Júbilo Iwata        | 2–1        | Gunma FC Horikoshi   |
| Urawa Red Diamonds  | 3–0        | Shonan Bellmare      |
| F.C. Tokyo          | 6–3        | Omiya Ardija         |

### Cuartos de final
| Equipo 1           | Resultado  | Equipo 2         |
| ------------------ | ---------- | ---------------- |
| Thespa Kusatsu     | 0–3        | Tokyo Verdy 1969 |
| Kashima Antlers    | 0–1        | Gamba Osaka      |
| Consadole Sapporo  | 0–1 (t.s.) | Júbilo Iwata     |
| Urawa Red Diamonds | 2–1        | F.C. Tokyo       |

### Semifinales
| Equipo 1         | Resultado | Equipo 2           |
| ---------------- | --------- | ------------------ |
| Tokyo Verdy 1969 | 3–1       | Gamba Osaka        |
| Júbilo Iwata     | 2–1       | Urawa Red Diamonds |

### Final
| Equipo 1         | Resultado | Equipo 2     |
| ---------------- | --------- | ------------ |
| Tokyo Verdy 1969 | 2–1       | Júbilo Iwata |

| 1 de enero de 2005, 13:32 (UTC+9) | Tokyo Verdy 1969       | 2:1 (1:0) | Júbilo Iwata | Estadio Nacional, Tokio                                    |                                                            |
|                                   | Iio 35' · Hiramoto 53' | Reporte   | Nishi 77'    | Asistencia: 50.233 espectadores Árbitro(s): Jōji Kashihara | Asistencia: 50.233 espectadores Árbitro(s): Jōji Kashihara |

|                                     |
| Bandera de Tokio                    |
| Campeón Tokyo Verdy 1969 5.º título |